# موسم أعاصير المحيط الأطلسي 2005
يعتبر موسم 2005 لأعاصير المحيط الأطلسي الأكثر نشاطا في المحيط الأطلسي فيالتاريخ المسجل، حيث حطم جميع الأرقام القياسية. كان تأثيره واسع النطاق ومدمرا مع ما يقدر بنحو 3913 ضحية  وأضرار تجاوزت 180 مليار دولار، وهي ثاني أكبر تكلفة علي الإطلاق، بعد موسم 2007 .من العواصف التي ضربت اليابسة، احصيت خمسة اعاصير رئيسية من السبعة لهاذا الموسم – دنيس وإيملي وكاترينا ورينا وويلما  كلها مسؤولة عن معظم الدمار. اعصار ستان كان أكثر العواصف تدميرا مع أنه لم يكن إعصارا كبيرا.
تعرضت ولايات المكسيك، بما في ذلك كوينتانا رو ويوكاتان، والولايات المتحدة، بما في ذلك فلوريدا ولويزيانا، لضربتين متتاليتين من الأعاصير الكبرى. كما اجتاحت الأعاصير جزر كوبا وجزر كايمان وميسيسيبي وتكساس وألاباما مرة واحدة على الأقل، مع تكرار التأثير على بعض المناطق. شهد ساحل الخليج الأمريكي أشد الأضرار، حيث تسبب إعصار كاترينا في حدوث فيضانات كارثية جراء عاصفة بلغ ارتفاع أمواجها 30 قدماً (10 أمتار)، مما أدى إلى دمار واسع النطاق في ميسيسيبي. وتفاقمت الأزمة بانهيار السدود في نيو أورليانز. وفي نفس الموسم، تسبب إعصار ستان، بالتزامن مع نظام عاصفة خارج المدار، في حدوث انهيارات أرضية كارثية في أمريكا الوسطى، لاسيما في غواتيمالا.
شهد عام 2005 ظاهرة غير معتادة، حيث تجاوز عدد العواصف الاستوائية والأعاصير في المحيط الأطلسي نظيره في المحيط الهادي. وبلغ عدد هذه العواصف في الأطلسي 261 عاصفة، مقارنة بـ 2 عاصفة فقط في الهادي. وتكررت هذه الظاهرة في عام 2010. ومع ذلك، سجل عام 2010 رقماً قياسياً لأقل عدد من العواصف، بينما كان عام 2005 قريباً من المعدل الطبيعي للنشاط الإعصاري.
بدأ موسم الأعاصير الأطلسي لعام 2005 رسميًا في الأول من يونيو واستمر حتى نهاية نوفمبر، مع استمرار نشاط العواصف حتى يناير 2006. شهد هذا الموسم نشاطًا غير مسبوق، حيث تشكلت 28 عاصفة استوائية وشبه استوائية، منها 15 إعصارًا. كما حطم هذا الموسم العديد من الأرقام القياسية، بما في ذلك عدد الأعاصير الرئيسية التي بلغت 7، وعدد الأعاصير من الفئة الرابعة التي بلغت 5، وعدد الأعاصير من الفئة الخامسة (الأشد) التي بلغت 4. من أبرز هذه الأعاصير إعصاري كاترينا وويلما اللذان يعدان من أقوى الأعاصير التي سجلت في المحيط الأطلسي. ولأول مرة في التاريخ، تم استنفاد قائمة أسماء الأعاصير بالكامل، مما استدعى اللجوء إلى الحروف اليونانية لتسمية العواصف المتبقية.

### توقعات موسمية
قبل كل موسم إعصار، يصدر الخبير المعروف ويليام م. غراي وزملاؤه في جامعة ولاية كولورادو، بالإضافة إلى خبراء التنبؤ في الإدارة الوطنية للمحيطات والغلاف الجوي (NOAA)، توقعات حول نشاط الأعاصير. وعلى الرغم من تعديل التوقعات عدة مرات خلال موسم 2005، بما في ذلك زيادة ملحوظة في التوقعات الصادرة قبل شهرين من بداية الموسم، إلا أن جميع هذه التوقعات قد قللت بشكل كبير من شدة النشاط الإعصاري الفعلي الذي شهدناه.

## التوقعات قبل بداية الموسم
توقع فريق غراي في البداية 11 عاصفة استوائية و 6 أعاصير لعام 2005. ومع ذلك، بعد مراجعة التوقعات، ارتفع هذا الرقم إلى 15 عاصفة و 8 أعاصير، مع احتمال حدوث 4 أعاصير إضافية. أشارت كل من توقعات فريق غراي والإدارة الوطنية للمحيطات والغلاف الجوي إلى احتمال أن يكون موسم الأعاصير لعام 2005 أكثر نشاطًا من المتوسط، مع تركيز خاص على احتمال ضرب إعصار قوي للساحل الشرقي للولايات المتحدة وشبه جزيرة فلوريدا.
في توقعات منتصف الموسم، أصدرت الإدارة الوطنية للمحيطات والغلاف الجوي (NOAA) في 2 أغسطس توقعات جديدة لما تبقى من الموسم، وذلك بعد النشاط غير الطبيعي الذي شهدته بداية الموسم. توقعت نوا زيادة كبيرة في النشاط المتوقع، بحيث قد تصل الأرقام إلى ما يعادل ضعف المستويات المعتادة في المواسم العادية. الآن، من المتوقع أن تتراوح قيمة الأس بين 180% و270% من المتوسط، وأكدت نوا ثقتها الكبيرة في حدوث نشاط غير معتاد.
في 5 أغسطس 2005، انضم جري وزملاؤه إلى توقعات نوا، وكانت تنبؤاتهم متسقة مع التحديث الصادر. لم يكن نوا وجري قد توقعا من قبل هذه المستويات العالية من النشاط، بل كانت توقعات منتصف الموسم أقل بكثير من المستوى الفعلي للنشاط. في النهاية، أظهرت البيانات أن القيمة الفعلية للأس بلغت 248 × 104 kt2، ما يعادل 277% من المتوسط.

### يونيو ويوليو

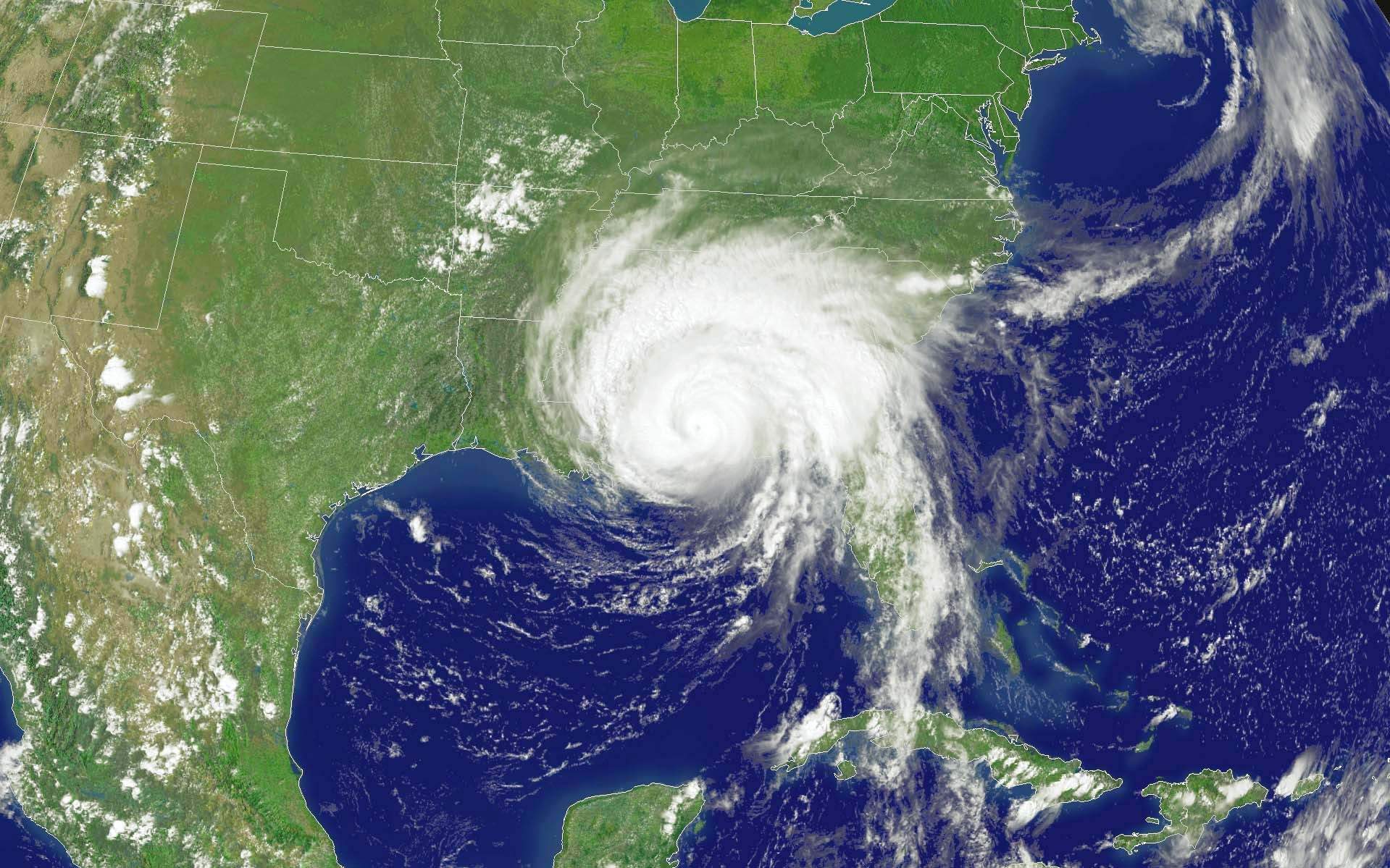
إعصار دينيس يصل إلي اليابسة علي ساحل الخليج

في 8 حزيران/يونيو، وقبل شهرين من موعد بداية موسم الأعاصير لعام 2004، تشكلت العاصفة الاستوائية "أرلين" في غرب البحر الكاريبي، وعبرت كوبا قبل أن تصل إلى اليابسة في "إصبع فلوريدا" في 11 حزيران/يونيو. ورغم أن أحد السباحين قد غرق في شاطئ ميامي بفلوريدا نتيجة التيارات القوية، إلا أن الأضرار التي تسببت فيها "أرلين" كانت معتدلة.

تشكلت العاصفة المدارية "بريت" في خليج كامبيتشي في 28 حزيران/يونيو، وضربت اليابسة في فيراكروز صباح اليوم التالي. تسببت هذه العاصفة في تدمير مئات المنازل وحدوث فيضانات أسفرت عن مقتل شخصين. وتشكل إعصار "سيندي" في خليج المكسيك في 4 تموز/يوليو. وصلت العاصفة الاستوائية "سيندي" إلى اليابسة في ولاية لويزيانا في 5 تموز/يوليو كإعصار من الدرجة الأدنى. أدى ذلك إلى هطول أمطار تصل كميتها إلى 130 ملم، وظهور العديد من الأعاصير المحلية وحدوث فيضانات في بعض المناطق الساحلية، بما في ذلك كوندن، ألاباما، مما أدى إلى مقتل ثلاثة أشخاص. تمت ترقية "سيندي" إلى إعصار في تحليل ما بعد العاصفة.

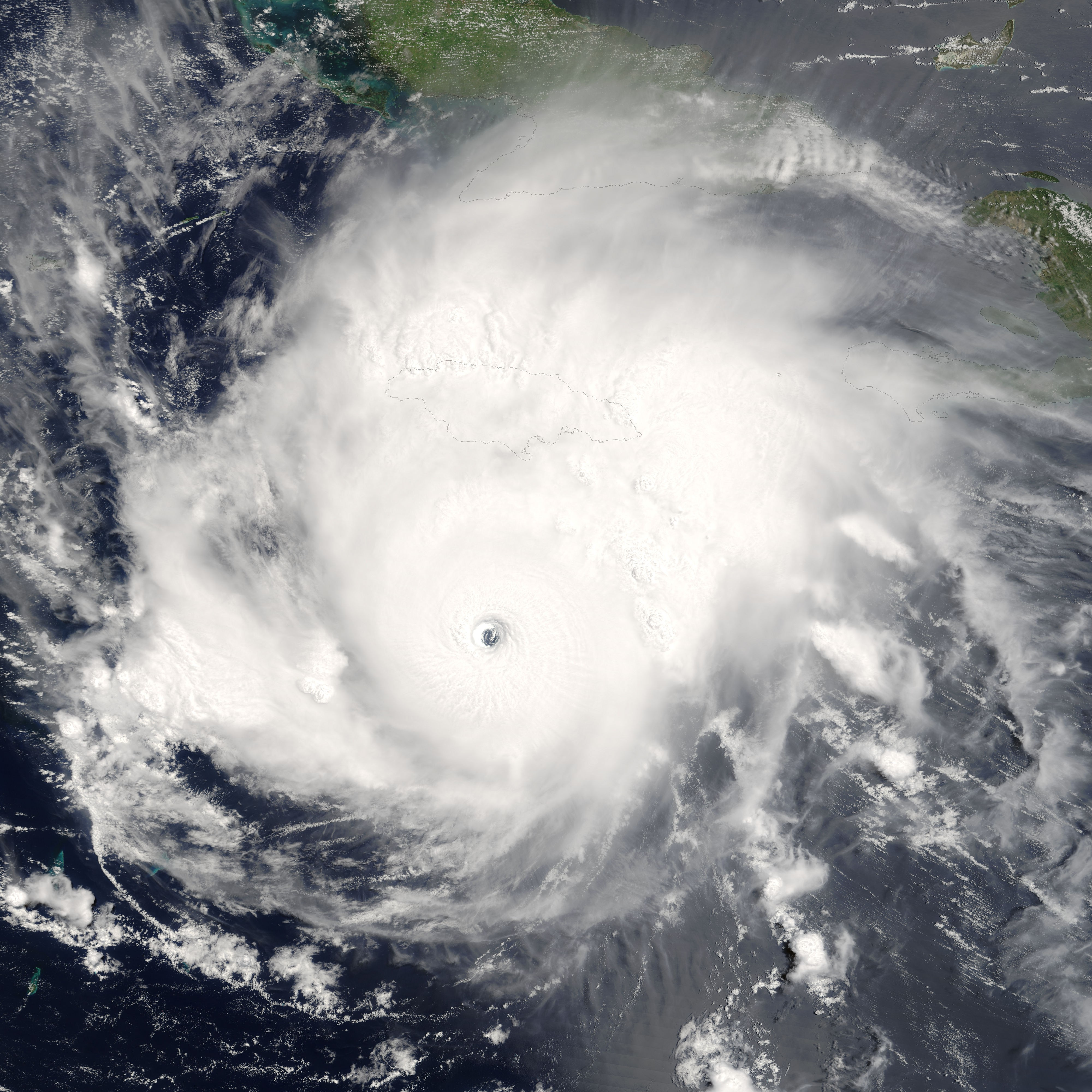
صورة بالقمر الصناعي لإعصار ايميلي بالقرب من مركز الشدة

تشكل إعصار دينيس يوم 5 يوليو في منطقة شرق البحر الكاريبي؛ وقد عبر غرينادا قبل أن يتكثف ليصبح إعصارًا من الفئة الرابعة، حيث سُجل كأقوى إعصار في شهر يوليو على الإطلاق بضغط جوي قدره 930 هكتوباسكال (hPa). كما ضرب "دينيس" كوبا بقوة شديدة، ثم وصل اليابسة نهائيًا على "إصبع فلوريدا". أدى الإعصار إلى مصرع 89 شخصًا (معظمهم في هايتي) وتسبب بأضرار بلغت قيمتها 3.98 مليار دولار (وفقاً لقيمة الدولار في عام 2005) في كوبا والولايات المتحدة.
بعد ذلك بوقت قصير، تشكّل الإعصار إيميلي في المحيط الأطلسي في 11 يوليو. وقد دخل البحر الكاريبي وسرعان ما اشتد إلى عاصفة من الفئة الرابعة، محطماً بذلك سجل إعصار دينيس لشدة العواصف في شهر يوليو عندما بلغ ضغطه 929 هكتوباسكال (hPa). بعد ذلك، وصلت إيميلي لفترة وجيزة إلى الفئة الخامسة، لتكون أول عاصفة تصل إلى هذه الفئة في المحيط الأطلسي. عبرت إيميلي شبه جزيرة يوكاتان كإعصار من الفئة الرابعة قبل أن تصل إلى تاماوليباس كإعصار من الفئة الثالثة. تسببت إيميلي في مقتل ما لا يقل عن 14 شخصاً على مدار مسارها. تم الإبلاغ عن خسائر تقدر بمبلغ 400 مليون دولار أمريكي.
العاصفة الاستوائية فرانكلين تشكّلت قبالة جزر البهاما في 18 يوليو. تحرّكت العاصفة باتجاه الشمال الشرقي وأصبحت خارج المدارية قبالة سواحل الأطلسي الكندية دون أن تشكّل تهديدًا على اليابسة.
العاصفة المدارية جيرت تبعت ذلك مباشرة في 24 يوليو. ضربت جيرت فيراكروز بالقرب من المكان الذي ضربته إيميلي قبل بضعة أيام. تم إجلاء حوالي 1000 شخص خوفًا من الفيضانات، ولكن لم يتم الإبلاغ عن أي أضرار أو وفيات.
أغسطس 
كما كان الحال في يوليو (تموز)، كان أغسطس (آب) بداية سريعة أيضاً: فقد تشكلت العاصفة المدارية هارفي جنوب غرب برمودا في الثالث من أغسطس (آب). وأسقط هارفي بعض الأمطار على برمودا أثناء انتقاله إلى الشمال الشرقي قبل أن يصبح إعصارًا مداريًا في 8 أغسطس في المحيط الأطلسي المفتوح.

تشكل الكساد الاستوائي الذي سيصبح إعصار إيرين 2005 غرب جزر الرأس الأخضر في 4 أغسطس. وقد تحرك النظام غربًا وشمالًا ولم يصل إلى قوة الأعاصير حتى 14 أغسطس، حيث أصبح ثاني إعصار من نوعه في الرأس الأخضر لهذا الموسم. تحولت إيرين إلى الشمال الشرقي ووصلت لفترة قصيرة إلى الفئة الثانية قبل أن تضعف في 18 أغسطس. ولم تشكل تهديدًا على الأرض.

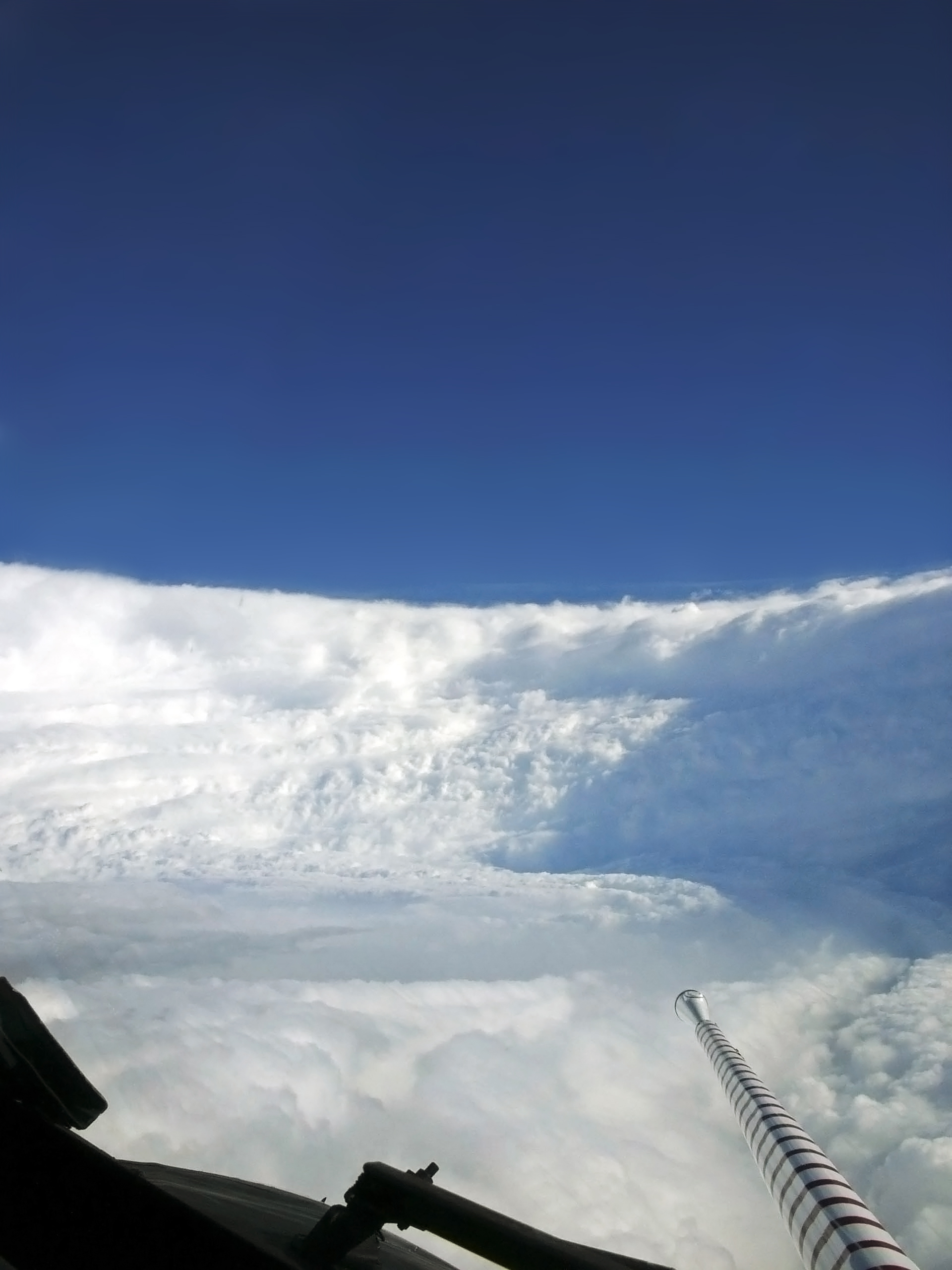
عين إعصار كاترينا كما تظهر من طائرة بي 3 التابعة للإدارة الوطنية للمحيطات والغلاف الجوي

تشكل الكساد الاستوائي عشرة شرق جزر الأنتيل الصغرى في 13 أغسطس. وتبدد النظام في اليوم التالي. سرعان ما اندمجت بقاياه مع نظام آخر وساهمت في نهاية المطاف في تشكيل إعصار كاترينا.
تبعتها العاصفة المدارية خوسيه، التي تشكلت في خليج كامبيتشي في أغسطس. عززت بسرعة ولكن وصلت بسرعة إلى الساحل ووصلت إلى اليابسة في ولاية فيراكروز المكسيكية في 23 أغسطس، مما منع المزيد من التعزيز. أجبرت خوسيه 25 ألف شخص على إخلاء منازلهم في فيراكروز وقتلت ستة أشخاص في ولاية أواكساكا. وتم الإبلاغ عن فقدان اثنين آخرين. بلغ إجمالي الأضرار في المكسيك 45 مليون دولار.
 وشكل إعصار كاترينا في منتصف شهر آب/أغسطس فوق جزر البهاما. أصبحت عاصفة مدارية في 24 أغسطس ووصلت إلى كثافة الأعاصير قبل أن تصل إلى اليابسة في جنوب فلوريدا كإعصار ضعيف. بعد بضع ساعات، دخلت العاصفة خليج المكسيك وتكثفت بسرعة في إعصار من الفئة الخامسة أثناء عبورها التيار الحلقي في 28 أغسطس. وصل كاترينا إلى اليابسة بعد وقت قصير من الساعة 06:00 بتوقيت جرينتش في 29 أغسطس بالقرب من مصب نهر المسيسيبي كإعصار من الدرجة الثالثة كبير للغاية. تسببت العواصف من الفئة الخامسة (حيث كانت العاصفة قد ضعفت فقط في الساعات السابقة) في حدوث أضرار كارثية على طول سواحل لويزيانا وميسيسيبي وألاباما. في غضون ساعات، تم اختراق السدود التي تفصل بحيرة بونتشارترين عن نيو أورليانز بولاية لويزيانا عن طريق الطفرة، مما أدى في النهاية إلى إغراق نحو 80٪ من المدينة. تم الإبلاغ عن أضرار الرياح في الداخل التي أعاقت جهود الإغاثة. كما يُقدر أن إعصار كاترينا تسبب في أضرار بقيمة 125 مليون دولار على الأقل في عام 2005، متخطياً بذلك الرقم القياسي لإعصار أندرو عام 1992، مما جعله أغلى الكوارث الطبيعية في تاريخ الولايات المتحدة، حتى تعادل معه إعصار هارفي في عام 2017. يعتبر هذا الإعصار الأكثر دموية في الولايات المتحدة منذ إعصار أوكي شوبي 1928، حيث خلف 1,836 قتيلاً على الأقل. إلا أن إعصار غالفستون 1900 يبقى الأكثر دموية بين الكوارث الطبيعية في تاريخ الولايات المتحدة، بمحصلة حوالي 6,000 قتيل. 
في 24 أغسطس، تقدمت موجة استوائية قوية قبالة ساحل أفريقيا والتي ولدت فيما بعد منطقة من الضغط المنخفض. وفي 28 أغسطس، أصبح الانخفاض أكثر انتظاماً تدريجياً وتم تشكيل ثلاثة عشر منخفضاً استوائياً عند منتصف الطريق بين جزر الأنتيل الصغرى وأفريقيا. إلا أن الرياح الشمالية القصيرة منعت المنخفض من الترسيخ وتحول إلى منطقة واسعة من الضغط المنخفض. تجدد المنخفض إلى منخفض ثلاثي بعد انتقال الرياح شمالاً سريعاً، وبعد فترة وجيزة، في 31 أغسطس، سميت العاصفة الاستوائية لي. لفترة وجيزة كانت عاصفة استوائية لي قبل أن تضعف مجدداً إلى منخفض استوائي. أعيدت التسمية مرة أخرى حيث تحول المنخفض إلى منطقة واسعة من الضغط المنخفض قبل أن تمتصها الجبهة الباردة في 4 سبتمبر.

### سبتمبر

إعصار أوفيليا قبالة ساحل شمال كارولينا

بدأ إعصار ماريا في الأول من سبتمبر وتشكّل كعاصفة استوائية شرق جزر ليوارد في الثاني من سبتمبر. في الخامس من سبتمبر، بلغ ماريا ذروته كإعصار من الفئة 3، ثم انتقل إلى شمال شرق البلاد وأضعف نفسه قبل أن يصبح عاصفة فوق استوائية في العاشر من سبتمبر. على غير المعتاد، عززت العاصفة فوق الاستوائية مسارها نحو آيسلندا؛ حيث أثرت مخلفاتها على النرويج مسببة انهيارات أرضية أسفرت عن مقتل شخص.
تشكّل إعصار نيت في جنوب غرب برمودا في الخامس من سبتمبر وانتقل إلى الشمال الشرقي، حيث تعزز إلى الفئة 1. كما أصبح نيت عاصفة فوق استوائية في العاشر من سبتمبر؛ إلا أن العاصفة لم تقترب من اليابسة، رغم عدم تدخل القوات البحرية الكندية في جهود الإغاثة على ساحل الخليج بعد إعصار كاترينا.
تشكّل إعصار أوفيليا 2005  كمنخفض استوائي في جزر البهاما في السادس من سبتمبر، وقارب اليابسة على غراند بهاما. ثم تحوّل إلى عاصفة استوائية قرب ساحل فلوريدا قبل أن يتعزز إلى إعصار من الفئة 1 ويضرب الساحل الشمالي لكارولينا بالرياح الشديدة واندفاع العاصفة في الثاني عشر والثالث عشر من سبتمبر. لم تصل عين الإعصار إلى اليابسة وعادت إلى البحر قبل أن تصبح فوق استوائية في السابع من سبتمبر وتضرب كندا الأطلسية. تُقدّر الخسائر الناتجة بحوالي 70 مليون دولار في عام 2005.
علاوة على ذلك، تشكّل إعصار فيليب شرق جزر ليوارد في السابع عشر من سبتمبر. انتقل الإعصار شمالًا حتى وصل إلى الفئة 1 قبل أن يضعف ويتشتت في الثالث والعشرين من سبتمبر. على الرغم من تسجيل برمودا أدنى ضغط في سبتمبر بعد مرور إعصار فيليب بالقرب منها، إلا أن اليابسة لم تتأثر بذلك.
شكل إعصار ريتا عاصفة استوائية فوق جزر تركس وكايكوس في الثامن عشر من سبتمبر. استمرت العاصفة في تقوية نفسها حتى وصلت إلى الفئة 2، ثم انتقلت إلى جنوب فلوريدا كيز في العشرين من سبتمبر. استمر التكثيف السريع بينما انتقل إعصار ريتا إلى خليج المكسيك حتى أصبح إعصارًا من الفئة 5 في الواحد والعشرين من سبتمبر، ليصبح ثالث (الخامس الآن) أقوى إعصار يسجل في حوض الأطلسي. بلغ إعصار ريتا اليابسة قرب حدود تكساس-لويزيانا في الرابع والعشرين من سبتمبر. تم الإبلاغ عن حدوث فيضانات كبيرة في مدينتي بورت أرثر وبومونت في تكساس، بينما دُمرت أبرشيات كاميرون وكالكاسيو في ولاية لويزيانا. كما تعرضت منصات النفط البحرية على طول مسار ريتا لأضرار بالغة. تأكد مقتل ستة أشخاص نتيجة للآثار المباشرة لإعصار ريتا، وقدرت آنذاك إجمالي الأضرار بحوالي 18.5 مليار دولار أمريكي. كما تم الإبلاغ عن مائة وثلاثة عشر وفاة نتيجة تأثيرات غير مباشرة للإعصار، ومعظمهم من المهاجرين من هيوستن وتكساس والمقاطعات المحيطة بها.
شكل الإعصار الاستوائي رقم 19 منطقة غرب جزر الرأس الأخضر في 30 أيلول/سبتمبر، لكنه تلاشى في 2 تشرين الأول/أكتوبر دون أن يشكل تهديداً للأراضي.

### أكتوبر

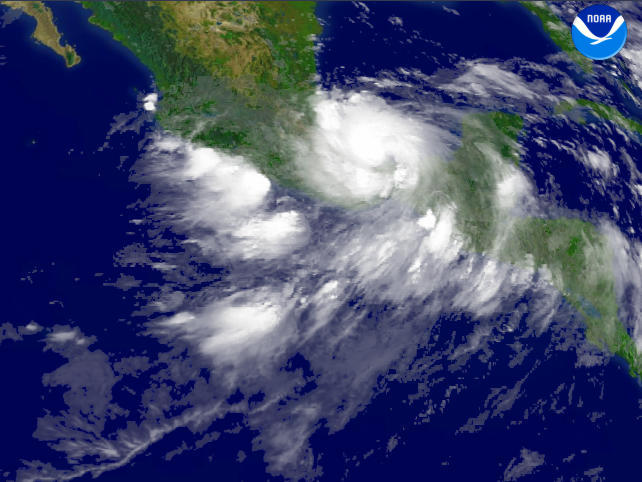
الإعصار ستان مباشرةً قبل بلوغ اليابسة في فيراكروز

كان إعصار ستان أول عاصفة في أكتوبر/تشرين الأول، ووصل إلى حالة العاصفة الاستوائية في 2 أكتوبر قبل عبور شبه جزيرة يوكاتان. وفي خليج كامبيشي، وصل ستان لفترة وجيزة إلى قوة الإعصار قبل أن يصل إلى اليابسة جنوب فيراكروز في 4 أكتوبر/تشرين الأول. كان ستان جزءاً من نظام كبير من العواصف المطيرة التي أسقطت أمطاراً غزيرة تسببت في فيضانات كارثية وانهيارات طينية في جنوب المكسيك وأمريكا الوسطى. وقد بلغ إجمالي الوفيات الناجمة عن الفيضانات أكثر من 1000 حالة وفاة، يُنسب 80% منها مباشرة إلى إعصار ستان.
وقد اكتشف المركز القومي للأعاصير، خلال فترة ما بعد التحليل، وجود عاصفة شبه استوائية غير ملاحظة في البداية. تشكلت هذه العاصفة شبه الاستوائية قصيرة الأجل في 4 أكتوبر إلى الجنوب من جزر الأزور، وتم امتصاصها من قبل منخفض خارج المدار في اليوم التالي بعد مرورها فوق تلك الجزر.
وبقيت العاصفة الاستوائية تامي لفترة قصيرة قبل وصولها إلى اليابسة في شمال شرق ولاية فلوريدا في الخامس من أكتوبر. تسببت تامي في هطول أمطار غزيرة على أجزاء من جنوب شرق الولايات المتحدة قبل الاندماج مع نظام جبهي من شأنه أن يؤدي في نهاية المطاف إلى الفيضانات في شمال شرق الولايات المتحدة في أكتوبر/تشرين الأول 2005. 
وتشكل الإعصار شبه الاستوائي رقم 22  جنوب شرق برمودا في 8 أكتوبر/تشرين الأول. وقد تبدد في اليوم التالي، رغم أن بقاياه اقتربت من نيو إنجلاند وأسهمت في الفيضانات التي وقعت في شمال شرق الولايات المتحدة في أكتوبر/تشرين الأول 2005.
كما تكون الإعصار فينس فوق مياه باردة غير مواتية في شرق المحيط الأطلسي بالقرب من جزر ماديرا في 8 أكتوبر/تشرين الأول كعاصفة شبه استوائية. تم تسجيل هذا الإعصار لأول مرة من قبل المركز القومي للأعاصير في 9 أكتوبر/تشرين الأول عندما أصبح مداريًا، واشتد سريعًا لاحقًا ليصبح إعصارًا. ضربت العاصفة اليابسة في إسبانيا يوم 11 أكتوبر/تشرين الأول، مما يجعلها أول إعصار استوائي يؤثر على إسبانيا منذ إعصار أسبانيا عام 1842.
تشكل الإعصار ويلما في 17 أكتوبر/تشرين الأول في غرب منطقة الكاريبي جنوب غرب جامايكا، واشتد بسرعة. وفي 19 أكتوبر/تشرين الأول، أصبح أقوى إعصار استوائي مسجل في حوض الأطلسي، حيث بلغت سرعة الرياح 185 ميلاً في الساعة (295 كم/ساعة) وضغط مركزي قدره 882 مليبار (26.0 بوصة زئبقية). ثم تحرك ببطء وضرب ولاية كينتانا رو يوم 22 أكتوبر/تشرين الأول كإعصار من الفئة الرابعة، مما تسبب في أضرار جسيمة لمدينتي كانكون وكوزوميل. بعد ذلك، بعد ظهوره في خليج المكسيك، غير ويلما اتجاهه بشكل حاد وانتقل إلى شمال كوبا قبل أن يضرب جنوب فلوريدا في 24 أكتوبر كعاصفة من الفئة الثالثة، ثم انتقل إلى المحيط الأطلسي وأصبح خارج المدار. يُنسب إلى ويلما مباشرة 23 حالة وفاة، ويُقدر إجمالي الأضرار بحوالي 27.4 مليار دولار، معظمها في الولايات المتحدة والمكسيك وكوبا.
تشكلت العاصفة الاستوائية ألفا في شرق الكاريبي في 22 أكتوبر/تشرين الأول وعبرت هيسبانيولا، مما أسفر عن فيضانات هائلة قبل الاندماج مع إعصار ويلما. أفادت الأنباء أن إجمالي الوفيات جراء العاصفة بلغ 42 شخصًا في هايتي وجمهورية الدومينيكان.
تشكل إعصار بيتا في جنوب منطقة البحر الكاريبي في 26 أكتوبر/تشرين الأول واشتد إلى إعصار من الدرجة الثالثة قبل أن يصل إلى اليابسة في جزر سان أندريس وبروفيدنسيا الكولومبية ونيكاراغوا في 30 أكتوبر/تشرين الأول. واعتبارًا من عام 2012، كان إعصار بيتا مسؤولاً عن تسعة قتلى وما يزيد عن 15.5 مليون دولار في الأضرار التي وقعت عبر أربعة بلدان.